# Махда – Аль-Айн – Фуджейра
Махда – Аль-Айн – Фуджейра – газопровід, що сполучає Оман та Об’єднані Арабські Емірати.  
В 2003 році спорудили перемичку між оманським трубопроводом Фахуд – Сохар та прикордонним Аль-Айн довжиною 45 км та діаметром 600 мм. Розрахована на робочий тиск 9,2 Мпа, вона була здатна транспортувати 1,7 млрд.м3 на рік. В ОАЕ від Аль-Айн на північний схід до Фуджейри проклали газопровід довжиною 182 км та тим саме діаметром. Основним споживачем блакитного палива у Фуджейрі виступила ТЕС Фуджейра F1.   
В 2008 році до Фуджейри із заходу підійшла траса трубопроводу з Тавіли, яким постачається катарський газ. Останній стали перекачувати до Оману через переведений у реверсний режим трубопровід між Фуджейрою та Махдою, при цьому в оманському Бураймі для нарощування поставок спорудили компресорну станцію.